# Eisenbahnunfall von Guadalajara (1915)
Bei dem Eisenbahnunfall von Guadalajara geriet am 22. Januar 1915 vor Guadalajara im Bundesstaat Jalisco, Mexiko, ein völlig überbesetzter Personenzug außer Kontrolle, entgleiste und stürzte in eine Schlucht. Mehr als 600 Menschen starben.

## Ausgangslage
Im Zuge der Mexikanischen Revolution eroberten am 18. Januar 1915 Truppen des Revolutionsführers und Präsidenten Venustiano Carranza die Stadt Guadalajara. Sofort ordnete er an, dass die Familien seiner Truppen von Colima über die Bahnstrecke Colima–Guadalajara nach Guadalajara gebracht werden sollten. Dazu wurde ein Sonderzug zusammengestellt, der neben der Lokomotive aus 20 Wagen bestand. Der Zug war mit 900 Reisenden völlig überbesetzt, sie reisten zum Teil auch auf den Wagendächern und Trittbrettern.

## Unfallhergang
In einem Gefälle verlor der Lokomotivführer die Kontrolle über den Zug, der zunehmend beschleunigte. Erste Menschen fielen bereits bei der Fahrt mit überhöhter Geschwindigkeit durch Kurven vom Zug. Schließlich entgleiste der Zug in einer Kurve und stürzte in eine Schlucht. Von den 900 Reisenden überlebten weniger als 300.